# Metabotropni glutamatni receptor 1
Metabotropni glutamatni receptor 1 je ljudski gen koji kodira mGluR1 protein.

## Funkcija
L-glutamat je ekscitatorni neurotransmiter u centralnom nervom sistemu. On aktivira jonotropne i metabotropne glutamatne receptore. Glutamatergična neurotransmisija učestvuje u znatnom broju aspekata normalne moždane funkcije i može da bude poremećena u slučajevima mnogih neuropatoloških oboljenja. Metabotropni glutamatni receptori su familija G protein spregnutih receptora, koja se deli u tri grupe na osnovu sekventne homologije, mehanizma prenosa signala, i farmakoloških svojstava. Grupa I obuhvata GRM1 i . Za te receptore je pokazano da aktiviraju fosfolipazu C. U grupi II su  i , dok su u grupi III , ,  i . Grupe II i III receptora su vezana za inhibiciju kaskade cikličnog AMP, ali se razlikuju u njihovoj specifičnosti za agoniste. Alternativno splajsne varijante GRM1 gena su opisane, ali odgovarajući proteini pune dužine nisu bili određeni.

## Klinički značaj
Mutacije GRM1 gena mogu da doprinesu podložnosti na razvoj melanoma.

## Ligandi
Pored ortosternog mesta vezivanja liganda gde se glutamat vezuje, postoje bar još dva alosterna mesta vezivanja na mGluR1 receptoru. Znatan broj potentnih i specifičnih alosternih liganda – predominantno antagonista/inhibitora je razvijen, mada ortosterni podtip-selektivni ligandi nisu poznati.
- : visoko potentan, selektivan nekompetitivan antagonist[6]
- -214,127 i [3]-analog: selektivni alosterni inhibitor visokog afiniteta[7]
- -202,074: selektivni alosterni antagonist visokog afiniteta[8]
- -230,888: selektivni alosterni antagonist visokog afiniteta[9]
- -298,198 i [3]-analog: selektivni nekompetitivni antagonist[10]
- : selektivni alosterni antagonist/inverzni agonist visokog afiniteta[11]
- A-841,720: potentan nekompetitivni antagonist; manje hmGluR5 vezivanje[12]
- -71: potencijator[5]
- Fluorisani oksazol-2-il-amidi 9H-ksanten-9-karboksilne kiseline: oralno dostupni potencijatori[13]

## Literatura
- Bockaert J, Pin JP (1999). „Molecular tinkering of G protein-coupled receptors: an evolutionary success.”. EMBO J. 18 (7): 1723—9. PMC 1171258 . PMID 10202136. doi:10.1093/emboj/18.7.1723.
- King JE, Eugenin EA, Buckner CM, Berman JW (2006). „HIV tat and neurotoxicity.”. Microbes Infect. 8 (5): 1347—57. PMID 16697675. doi:10.1016/j.micinf.2005.11.014.
- Desai MA, Burnett JP, Mayne NG, Schoepp DD (1995). „Cloning and expression of a human metabotropic glutamate receptor 1 alpha: enhanced coupling on co-transfection with a glutamate transporter.”. Mol. Pharmacol. 48 (4): 648—57. PMID 7476890.
- Scherer, S. W.; Duvoisin, R. M.; Kuhn, R.;  . (1997). „Localization of two metabotropic glutamate receptor genes, GRM3 and GRM8, to human chromosome 7q.”. Genomics. 31 (2): 230—3. PMID 8824806. doi:10.1006/geno.1996.0036.
- Brakeman, P. R.; Lanahan, A. A.; O'Brien R;  . (1997). „Homer: a protein that selectively binds metabotropic glutamate receptors.”. Nature. 386 (6622): 284—8. PMID 9069287. doi:10.1038/386284a0.
- Stephan, D.; C, Bon; Holzwarth, J. A.;  . (1997). „Human metabotropic glutamate receptor 1: mRNA distribution, chromosome localization and functional expression of two splice variants.”. Neuropharmacology. 35 (12): 1649—60. PMID 9076744. doi:10.1016/S0028-3908(96)00108-6.
- Makoff AJ, Phillips T, Pilling C, Emson P (1997). „Expression of a novel splice variant of human mGluR1 in the cerebellum.”. Neuroreport. 8 (13): 2943—7. PMID 9376535. doi:10.1097/00001756-199709080-00027.
- Francesconi A, Duvoisin RM (1998). „Role of the second and third intracellular loops of metabotropic glutamate receptors in mediating dual signal transduction activation.”. J. Biol. Chem. 273 (10): 5615—24. PMID 9488690. doi:10.1074/jbc.273.10.5615.
- Okamoto, T.; N, Sekiyama; Otsu, M.;  . (1998). „Expression and purification of the extracellular ligand binding region of metabotropic glutamate receptor subtype 1.”. J. Biol. Chem. 273 (21): 13089—96. PMID 9582347. doi:10.1074/jbc.273.21.13089.
- Snow, B. E.; Hall, R. A.; Krumins, A. M.;  . (1998). „GTPase activating specificity of RGS12 and binding specificity of an alternatively spliced PDZ (PSD-95/Dlg/ZO-1) domain.”. J. Biol. Chem. 273 (28): 17749—55. PMID 9651375. doi:10.1074/jbc.273.28.17749.
- Xiao, B.; Tu, J. C.; Petralia, R. S.;  . (1998). „Homer regulates the association of group 1 metabotropic glutamate receptors with multivalent complexes of homer-related, synaptic proteins.”. Neuron. 21 (4): 707—16. PMID 9808458. doi:10.1016/S0896-6273(00)80588-7.
- Tu, J. C.; Xiao, B.; Yuan, J. P.;  . (1998). „Homer binds a novel proline-rich motif and links group 1 metabotropic glutamate receptors with IP3 receptors.”. Neuron. 21 (4): 717—26. PMID 9808459. doi:10.1016/S0896-6273(00)80589-9.
- Ciruela F, Robbins MJ, Willis AC, McIlhinney RA (1999). „Interactions of the C terminus of metabotropic glutamate receptor type 1alpha with rat brain proteins: evidence for a direct interaction with tubulin.”. J. Neurochem. 72 (1): 346—54. PMID 9886087. doi:10.1046/j.1471-4159.1999.0720346.x.
- Robbins MJ, Ciruela F, Rhodes A, McIlhinney RA (1999). „Characterization of the dimerization of metabotropic glutamate receptors using an N-terminal truncation of mGluR1alpha.”. J. Neurochem. 72 (6): 2539—47. PMID 10349865. doi:10.1046/j.1471-4159.1999.0722539.x.
- Mody N, Hermans E, Nahorski SR, Challiss RA (1999). „Inhibition of N-linked glycosylation of the human type 1alpha metabotropic glutamate receptor by tunicamycin: effects on cell-surface receptor expression and function.”. Neuropharmacology. 38 (10): 1485—92. PMID 10530810. doi:10.1016/S0028-3908(99)00099-4.
- Francesconi A, Duvoisin RM (2000). „Opposing effects of protein kinase C and protein kinase A on metabotropic glutamate receptor signaling: selective desensitization of the inositol trisphosphate/Ca2+ pathway by phosphorylation of the receptor-G protein-coupling domain.”. Proc. Natl. Acad. Sci. U.S.A. 97 (11): 6185—90. PMC 18579 . PMID 10823959. doi:10.1073/pnas.97.11.6185.
- Ganesh S, Amano K, Yamakawa K (2000). „Assignment of the gene GRM1 coding for metabotropic glutamate receptor 1 to human chromosome band 6q24 by in situ hybridization.”. Cytogenet. Cell Genet. 88 (3–4): 314—5. PMID 10828618. doi:10.1159/000015517.
- Ray K, Hauschild BC (2000). „Cys-140 is critical for metabotropic glutamate receptor-1 dimerization”. J. Biol. Chem. 275 (44): 34245—51. PMID 10945991. doi:10.1074/jbc.M005581200.
- Hartley JL, Temple GF, Brasch MA (2001). „DNA cloning using in vitro site-specific recombination”. Genome Res. 10 (11): 1788—95. PMC 310948 . PMID 11076863. doi:10.1101/gr.143000.

## Spoljašnje veze
- „Metabotropic Glutamate Receptors: mGlu1”. IUPHAR Database of Receptors and Ion Channels. International Union of Basic and Clinical Pharmacology. Архивирано из оригинала 03. 03. 2016. г.